# يلينا ريباكينا
يلينا ريباكينا (مواليد 17 يونيو 1999) هي لاعبة كرة المضرب كازخية روسية المولد، أفضل تصنيف لها كان ال 3 عالميا. بالإضافة إلى أنه لُقبت عن طريق جمهورها بالمطرقة الكازاخية

## روابط خارجية
- إيلينا ريباكينا على موقع رابطة محترفات التنس (الإنجليزية)
- إيلينا ريباكينا على موقع الاتحاد الدولي لكرة المضرب (الإنجليزية)
- إيلينا ريباكينا على موقع كأس بيلي جين كينغ (الإنجليزية)
- إيلينا ريباكينا على موقع بطولة ويمبلدون (الإنجليزية)
- إيلينا ريباكينا على موقع خلاصة التنس.كوم (الإنجليزية)
- إيلينا ريباكينا على موقع إي إس بي إن.كوم (الإنجليزية)
- إيلينا ريباكينا على موقع اللجنة الأولمبية الدولية (الإنجليزية)
- إيلينا ريباكينا على موقع أوليمبيديا (الإنجليزية)